# 3686 Антоку
3686 Анто́ку (1987 EB, 1974 KF, 1978 EF, 1978 ET6, 1979 OW14, 3686 Antoku) — астероїд головного поясу, відкритий 3 березня 1987 року.
Тіссеранів параметр щодо Юпітера — 3,328.